# Branka Kalauz
Branka Kalauz (rođena 1952. u Petrinji) hrvatska je književnica. Poeziju piše od 80-ih godina prošlog stoljeća. Svoje radove objavljuje u petrinjskom časopisu Generacije te u Smibu i Modroj lasti. Roman Čuj, Pigi, zaljubila sam se, pisala je šest godina, a nadahnuće su joj bili roditeljsko iskustvo i česti razgovori s kćeri. Kao dijete odrastala je u brojnim školama u kojima je radila njezina majka. Najviše je vremena provela u Petrinji i Blinjskom Kutu. Njezini pisci uzori su Günter Grass i Gabriel Garcia Marquez.

## Nagrade
- Treća nagrada Ivana Brlić-Mažuranić za roman Čuj, Pigi, zaljubila sam se (2001.)